# 田中駅
田中駅（たなかえき）は、長野県東御市田中にあるしなの鉄道しなの鉄道線の駅である。東御市の代表駅である。読む際は『た』にアクセントを置く。

## 歴史
当駅は信越線沿線住民及び事業者のみならず、開設時は諏訪地域の蚕糸業者も利用した。
彼らは、信越線開通までは甲州街道を利用して甲武鉄道八王子駅まで輸送していたが、当駅開設後は和田峠を越えて当駅まで陸送するようになったことにより、当駅から生糸輸出を行う横浜まで鉄道による直送が可能となった。しかし、諏訪地域から当駅まではなお距離が遠く不便であったことからより近い場所に駅を新設するための陳情が行われた。1896年（明治29年）1月に同駅 - 上田駅間に大家駅が新設されたことに伴い、以降は同駅を利用するようになった。
なお、1905年に中央本線が諏訪地域に通じた後、当駅と茅野駅を結ぶ計画の佐久諏訪電気鉄道に1920年路線免許が下付されたが、1933年に免許失効となった。

### 年表

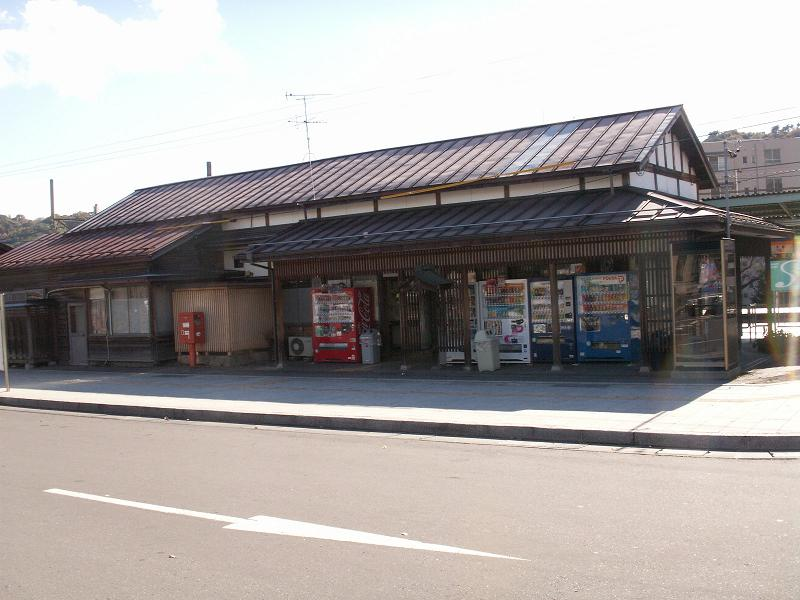
リニューアル前の駅舎（2006年11月）

- 1888年（明治21年）12月1日：官設鉄道信越線の駅として開設（一般駅）[1][3]。
- 1982年（昭和57年）9月10日：専用線発着を除く車扱貨物取扱廃止[3]。
- 1984年（昭和59年）2月1日：荷物扱い廃止[3]。
- 1987年（昭和62年）4月1日：国鉄分割民営化に伴い、東日本旅客鉄道（JR東日本）・日本貨物鉄道（JR貨物）の駅となる[3]。
- 1997年（平成9年）10月1日：北陸新幹線開通に伴う経営分離に伴い、JR東日本の駅をしなの鉄道が継承する[3]。
- 1998年（平成10年）4月1日：貨物列車設定廃止[3]。
- 2002年（平成14年）4月1日：JR貨物の駅が廃止、貨物取扱廃止。
- 2009年（平成21年）11月16日：駅南口ロータリー及び南北自由通路の供用を開始する[1][4]。
- 2018年（平成30年）3月26日：当駅と田中駅 (台湾)との間で姉妹駅協定が締結される[5]。同時にしなの鉄道と台湾鉄路管理局との友好協定も結ばれる[5]。
- 2026年（令和8年）春季：交通系ICカード「Suica」利用サービス開始（予定）[6]。

## 駅構造
単式ホーム1面1線（上り本線）と島式ホーム1面2線（下り本線と中線）、計2面3線を有する地上駅で、信州とうみ観光協会が受託する簡易委託駅である。駅舎は単式ホーム側（北側）にある。ホームの嵩上げや南口および連絡橋が設置され、利便性が向上した。
以前は、駅南側にあったコスモ石油の油槽所へ至る専用線が駅から分岐しており、当駅では四日市駅から到着する石油取扱があった。また、特急「あさま」の一部が停車する駅でもあった。
駅舎は、日本の道100選の1つにも選ばれている旧北国街道海野宿、その合宿であった地元の田中宿を擁する地域性から、千本格子や木彫り看板などのある宿場町風の外観となっている。

### のりば
| 番線 | 路線          | 方向           | 行先           |
| ---- | ------------- | -------------- | -------------- |
| 1    | ■しなの鉄道線 | 上り           | 軽井沢方面     |
| 2    | ■しなの鉄道線 | （臨時ホーム） | （臨時ホーム） |
| 3    | ■しなの鉄道線 | 下り           | 長野方面       |

（出典：しなの鉄道:駅構内マップ）
- 2017年10月現在、2番線を発着する定期列車は無い。

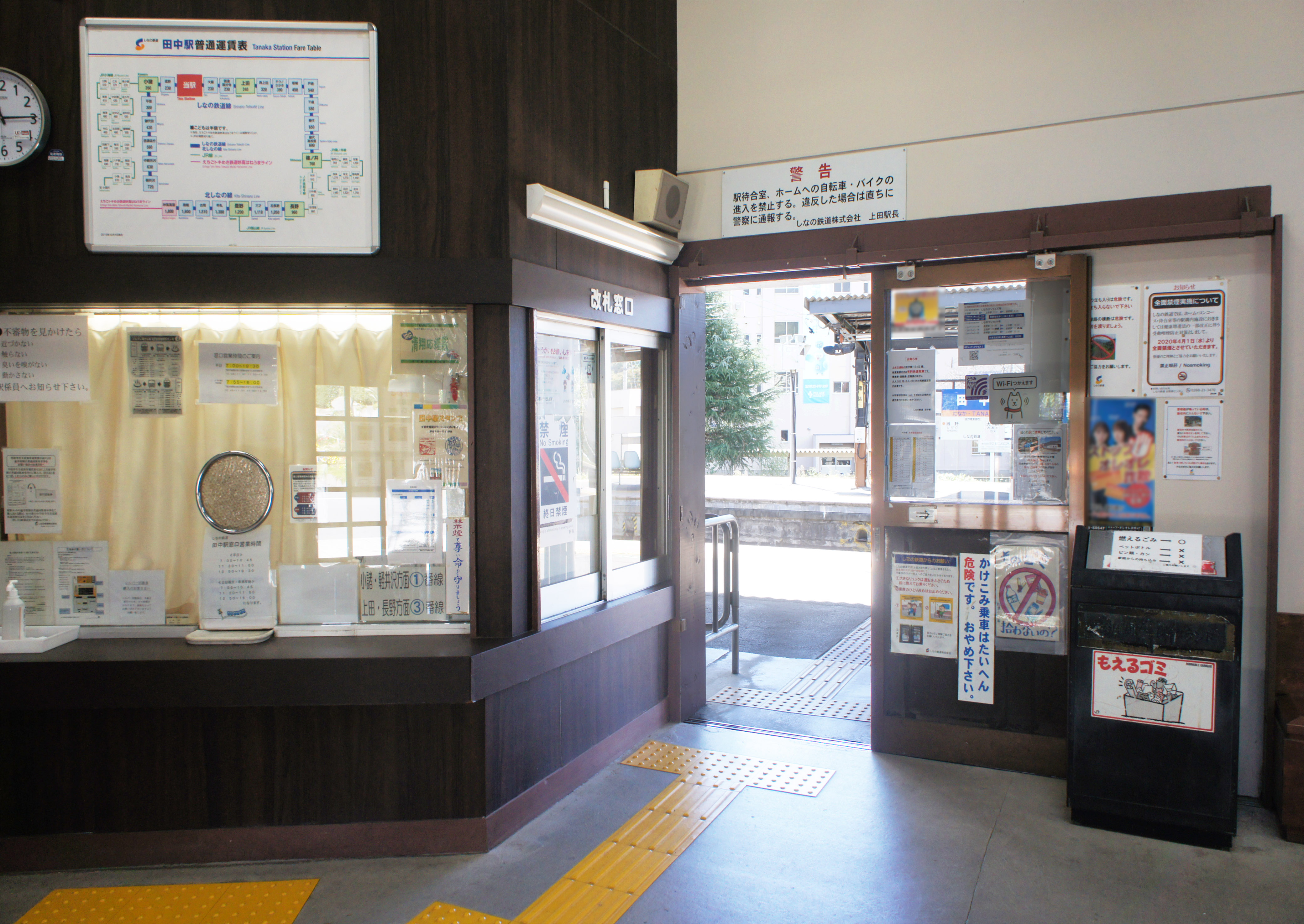
改札口（2021年10月）
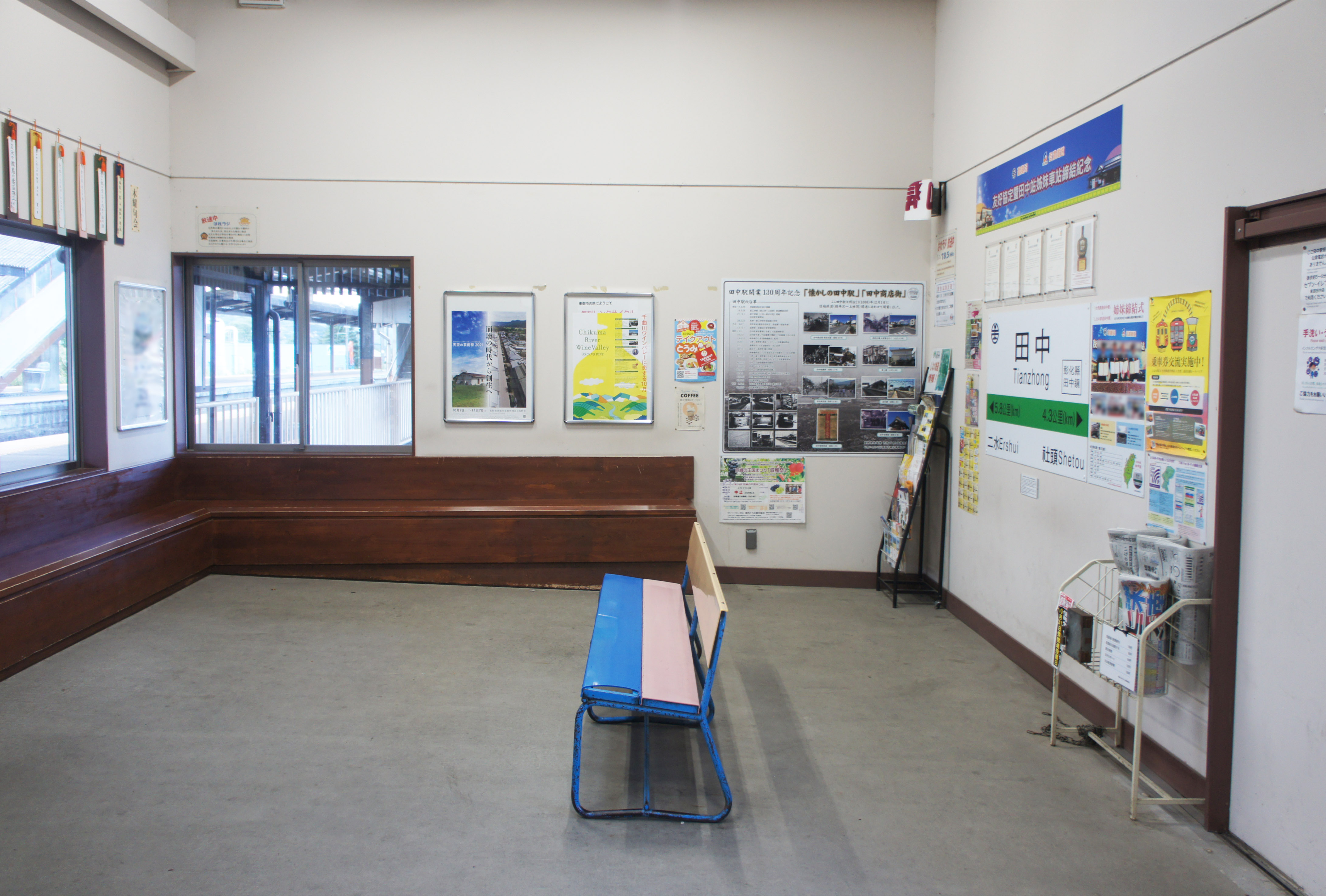
待合室（2021年10月）
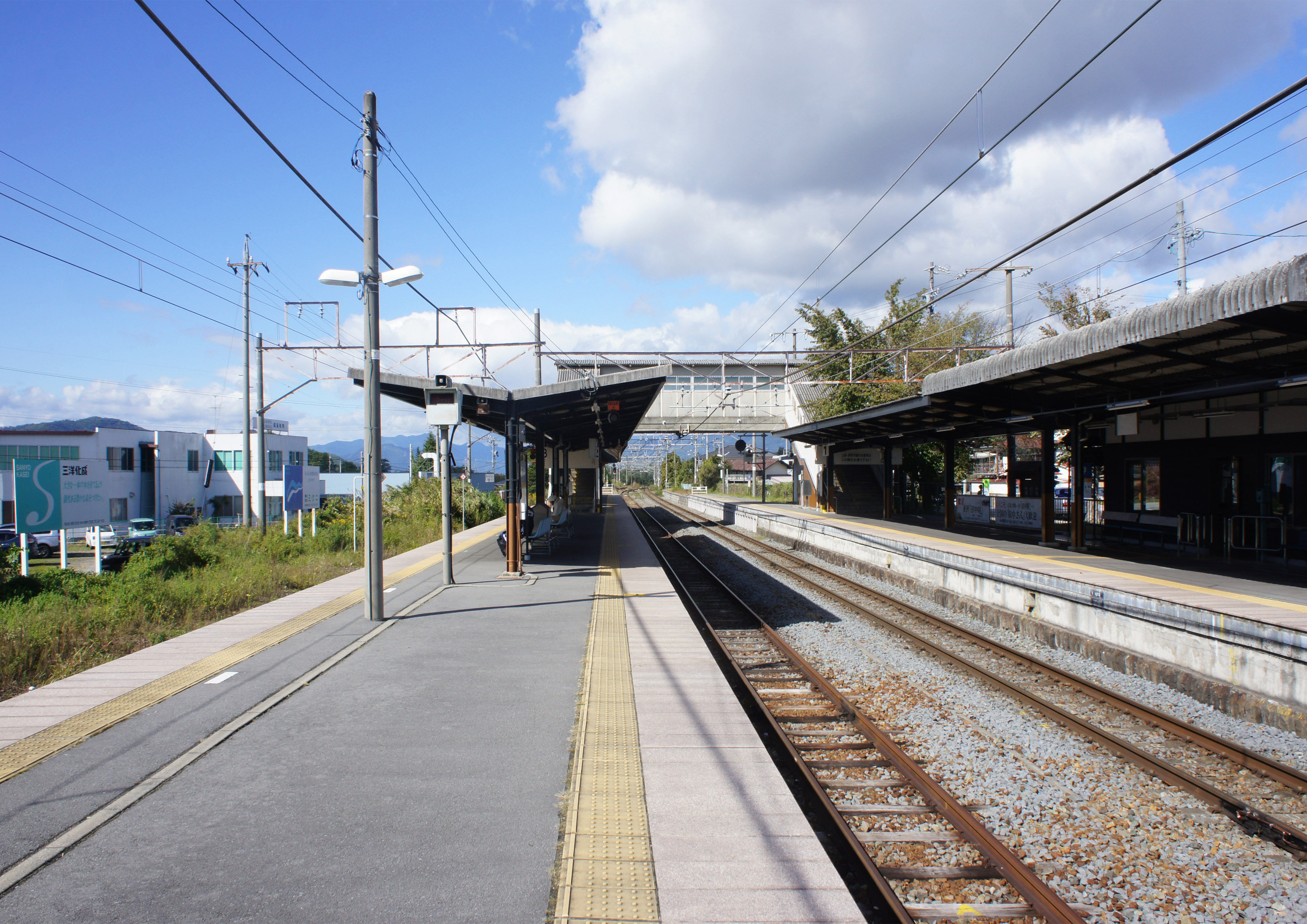
ホーム（2021年10月）

## 利用状況
「東御市の統計」によると、2021年度（令和3年度）の1日平均乗車人員は955人である。
2015年度（平成27年度）以降の推移は以下の通り。
| 乗車人員推移       | 乗車人員推移     | 乗車人員推移 |
| 年度               | 1日平均 乗車人員 | 出典         |
| ------------------ | ---------------- | ------------ |
| 2015年（平成27年） | 1,225            | [ 東御 2 ]   |
| 2016年（平成28年） | 1,217            | [ 東御 2 ]   |
| 2017年（平成29年） | 1,234            | [ 東御 2 ]   |
| 2018年（平成30年） | 1,190            | [ 東御 2 ]   |
| 2019年（令和元年） | 1,136            | [ 東御 2 ]   |
| 2020年（令和02年） | 859              | [ 東御 1 ]   |
| 2021年（令和03年） | 955              | [ 東御 1 ]   |

## 駅周辺
- 千曲川
- ゆぅふるtanaka
- エフエムとうみ
- 海野宿[1]
- 長野県東御清翔高等学校[1]
- 東御郵便局
- 東御市役所[1]
  - 東御市役所バス停（国道18号沿い、徒歩約7分）
    - 千曲バス/近鉄バス 千曲川ライナー 大阪（あべの橋バスステーション）行
    - 千曲バス 池袋 - 軽井沢・佐久・小諸・上田線 池袋・新宿行
    - 佐久上田線 上田駅 - 小諸駅 - 佐久平駅 - 臼田勝間
- 田中商店街
- 東部湯の丸サービスエリア（車で約5分）

## バス路線
しげのマツバタクシーの運行により佐久市方面への久保通線が運行されている。
2023年10月1日まで千曲バスグループの東信観光バスの運行だった。
- 東御市定時定路線バス（しげのマツバタクシー）
  - 久保通線 北御牧支所前・望月バスターミナル　※平日のみ運行（土休日は運休）
  - 久保通線 北御牧支所前・望月バスターミナル・東信運転免許センター　※毎週水曜日のみ運行（但し、祝日は運休）

## エピソード
2011年（平成23年）12月4日、当駅名と同じ姓を持つテレビ番組制作会社の田中匡史が駅構内にて結婚式を執り行った。また、この歳新婦が西日本旅客鉄道（JR西日本）北陸本線に所在する駅名と同じ姓であったことから、当該駅で「嫁入り」セレモニーを同時に執り行っている。

## 隣の駅
しなの鉄道
■しなの鉄道線
- 特別快速「軽井沢リゾート号」一部停車駅（下りのみ）、観光列車「ろくもん」停車駅

□快速
小諸駅 - 田中駅 - 大屋駅
■普通
滋野駅 - 田中駅 - 大屋駅

### 記事本文